# Портер (Індіана)
Портер (англ. Porter) — місто (англ. town) в США, в окрузі Портер штату Індіана. Населення — 5210 осіб (2020).

## Географія
Портер розташований за координатами 41°37′39″ пн. ш. 87°4′58″ зх. д. / 41.62750° пн. ш. 87.08278° зх. д. (41.627544, -87.082744).  За даними Бюро перепису населення США в 2010 році місто мало площу 16,79 км², з яких 16,06 км² — суходіл та 0,74 км² — водойми.

## Демографія
Згідно з переписом 2010 року, у місті мешкало 4858 осіб у 1832 домогосподарствах у складі 1310 родин. Густота населення становила 289 осіб/км².  Було 1978 помешкань (118/км²).
Расовий склад населення:
| - 94,3 % — білих - 1,1 % — чорних або афроамериканців - 0,9 % — азіатів - 0,3 % — корінних американців - 1,6 % — осіб інших рас |

До двох чи більше рас належало 1,7 %. Частка іспаномовних становила 6,6 % від усіх жителів.
За віковим діапазоном населення розподілялося таким чином: 25,6 % — особи молодші 18 років, 63,7 % — особи у віці 18—64 років, 10,7 % — особи у віці 65 років та старші. Медіана віку мешканця становила 39,1 року. На 100 осіб жіночої статі у місті припадало 98,1 чоловіків;  на 100 жінок у віці від 18 років та старших — 98,5 чоловіків також старших 18 років.
Середній дохід на одне домашнє господарство  становив 87 374 долари США (медіана — 76 053), а середній дохід на одну сім'ю — 99 974 долари (медіана — 86 607). За межею бідності перебувало 13,0 % осіб, у тому числі 20,6 % дітей у віці до 18 років та 3,0 % осіб у віці 65 років та старших.
Цивільне працевлаштоване населення становило 2683 особи. Основні галузі зайнятості: освіта, охорона здоров'я та соціальна допомога — 24,4 %, виробництво — 15,1 %, науковці, спеціалісти, менеджери — 12,9 %.